# Oh Dae-hwan
Oh Dae-hwan (en hangul, 오대환; nacido el 5 de julio de 1979) es un actor surcoreano.

## Vida personal
Se graduó en actuación en la Universidad Nacional de Artes de Corea, a la que logró entrar, según el propio actor, pese a haber sido un estudiante de secundaria en absoluto brillante. Está casado y tiene tres hijas.

## Carrera
Empezó su carrera como actor de teatro y de musicales. Las necesidades familiares lo llevaron a trabajar también en cine y televisión. Según Oh, «a medida que la familia crecía y el consumo aumentaba, era difícil cubrir los gastos de manutención únicamente con actuaciones [en los escenarios]».
Debutó en cine en 2004 con la película Love, So Divine, donde tenía un pequeño papel como un seminarista. Ha desarrollado su carrera como actor de reparto en numerosas películas y series de televisión, casi siempre con personajes de villano o de detective en producciones de acción, de suspenso y policíacas, aunque también ha destacado como actor cómico.
En 2011 ganó el Premio especial del jurado al mejor actor en el Festival de Cortometrajes Mise-en-scène por She's Not Great: A Fable of Wisdom. Allí llamó atención del director Ryu Seung-wan, que le ofreció un papel en Por encima de la ley, en sustitución de Ma Don-seok. Fue el único actor que no contó con un doble de acción durante el rodaje.
Su primer papel protagonista llegó después de haber aparecido en más de cuarenta películas, en el filme de acción The Devils (2023), donde además interpretó dos personajes, los de un detective y un asesino que intercambian sus cuerpos.
En marzo de 2021 firmó un contrato de representación exclusiva con la agencia Dana Creative Ent.
A finales de 2024 se multiplicó la visibilidad del actor, al coincidir dos películas y dos series en las que aparecía con papeles más o menos destacados: los filmes I, the Executioner, Firefighters, ambos grandes éxitos de taquilla, y las series El Sr. Plancton y El cuento de la dama Ok. Su labor en esta última, así como en Firefighters, fue particularmente elogiada por algunos críticos.

## Filmografía

### Cine
| Año  | Título                  | Hangul               | Papel                          | Notas              | Ref.                        |
| ---- | ----------------------- | -------------------- | ------------------------------ | ------------------ | --------------------------- |
| 2004 | Love, So Divine         | 신부수업             | Seminarista 6                  | Debut              | [ 4 ]                       |
| 2008 | Marine Boy              | 마린보이             | Entrenador Lee                 |                    |                             |
| 2009 | Paju                    | 파주                 | Investigador del seguro        |                    | [ 8 ]                       |
| 2011 | Countdown               | 카운트다운           | Propietario de tienda 24 horas |                    |                             |
| 2011 | Unbowed                 | 부러진 화살          | Kim In-sik                     |                    |                             |
| 2013 | Montage                 | 몽타주               | Yong-sik                       |                    | [ 2 ]                       |
| 2013 | Another Family          | 또 하나의 약속       | Periodista Go                  |                    |                             |
| 2013 | Go, Stop, Murder        | 고스톱 살인          | Kim Moo-shik                   |                    | [ 3 ] [ 9 ]                 |
| 2014 | The Office              | 오피스               | Jeong Jae-il                   |                    | [ 2 ] [ 3 ]                 |
| 2015 | Coin Locker Girl        | 차이나타운           | Bruiser                        |                    | [ 2 ]                       |
| 2015 | The Deal                | 살인의뢰             | Kal-chi                        |                    | [ 3 ]                       |
| 2015 | Por encima de la ley    | 베테랑               | Detective Wang                 |                    | [ 3 ] [ 10 ]                |
| 2015 | 4th Place               | 4등                  | Entrenador de wrestling        |                    |                             |
| 2017 | The King                | 더 킹                | Song Baek-ho                   |                    | [ 11 ]                      |
| 2017 | V.I.P.                  | 브이아이피           | Detective Kim                  |                    | [ 12 ]                      |
| 2017 | RV: Resurrected Victims | 희생부활자           | Detective Go                   |                    | [ 13 ]                      |
| 2018 | The Great Battle        | 안시성               | Hwal-bo                        |                    | [ 14 ]                      |
| 2020 | Deliver Us From Evil    | 다만 악에서 구하소서 | Han Jong-su                    |                    | [ 15 ] [ 16 ]               |
| 2021 | Mission: Possible       | 미션 파서블          | Jun Hoon                       |                    |                             |
| 2021 | Tomb of the River       | 강릉                 | Hyeong-geun                    |                    | [ 17 ]                      |
| 2022 | Come Back Home          | 컴백홈               | Tae-kyu                        |                    | [ 18 ]                      |
| 2022 | Daemuga                 | 대무가: 한과 흥      | Detective                      | Aparición especial | [ 19 ]                      |
| 2023 | The Wild                | 더 와일드            | Jang Do-sik                    |                    | [ 20 ] [ 21 ]               |
| 2023 | The Devils              | 악마들               | Jae-hwan                       | Protagonista       | [ 5 ] [ 22 ] [ 23 ]         |
| 2024 | Holy Punch              | 목스박               | Park Gyeong-cheol              |                    | [ 24 ]                      |
| 2024 | I, the Executioner      | 베테랑2              | Detective Wang                 |                    | [ 25 ]                      |
| 2024 | Firefighters            | 소방관               | Hyo-jong                       |                    | [ 26 ] [ 27 ] [ 28 ] [ 29 ] |
| —    | Mismatch                | 미스매치             | Bong-su                        |                    | [ 30 ]                      |

### Series de televisión
| Año     | Título                              | Papel                  | Canal   | Notas                     | Ref.          |
| ------- | ----------------------------------- | ---------------------- | ------- | ------------------------- | ------------- |
| 2013-14 | The King's Daughter, Soo Baek-hyang | Jefe Doo-mok           | MBC     |                           | [ 31 ] [ 32 ] |
| 2014    | Big Man                             | Detective              |         |                           | [ 33 ]        |
| 2015    | Queen's Flower                      | Ma Chang-soo           | MBC     |                           | [ 9 ]         |
| 2015    | Hidden Identity                     | Lee Moo-seong          |         |                           | [ 34 ]        |
| 2015    | I'm After You                       | Detective Lim Chul-ho  | SBS     |                           | [ 35 ]        |
| 2016    | Por favor regresa, señor            | Na Suk-chul            | SBS     |                           | [ 36 ]        |
| 2016    | Marriage Contract                   | Usurero Oh Dae-hyun    | MBC     |                           | [ 37 ]        |
| 2016    | Squad 38                            | Ma Jin-seok            | OCN     |                           |               |
| 2016    | El rey de las compras, Louie        | Jo In-sung             | MBC     |                           | [ 38 ]        |
| 2016    | Entourage                           | Director Yang          | tvN     | Episodio 13               | [ 39 ]        |
| 2017    | Innocent Defendant                  | Cheon Pil-jae          | SBS     |                           | [ 40 ]        |
| 2017    | Radiant Office                      | Lee Yong-jae           | MBC     |                           | [ 41 ]        |
| 2017    | Live Up to Your Name                | Doo-chil               | tvN     |                           | [ 42 ]        |
| 2018    | Return                              | Kim Jung-soo           | SBS     |                           | [ 43 ]        |
| 2018    | Hold Me Tight                       | Ryan Kim               | MBC     | Aparición especial        | [ 44 ]        |
| 2018    | Life on Mars                        | Lee Yong-gi            | OCN     |                           | [ 45 ]        |
| 2018    | Room No. 9                          | Oh Bong-sam            | tvN     |                           | [ 46 ]        |
| 2019    | Special Labor Inspector             | Goo Dae-gil            | MBC     |                           | [ 47 ]        |
| 2019    | Catch the Ghost                     | Kim Won-tae            | tvN     | Aparición especial        | [ 48 ]        |
| 2020    | Once Again                          | Song Joon-sun          | KBS2    |                           | [ 49 ]        |
| 2021    | The Red Sleeve                      | Kang Tae-ho            | MBC     |                           | [ 50 ] [ 51 ] |
| 2022    | Adamas                              | Lee, jefe de equipo A  | tvN     |                           | [ 52 ]        |
| 2022    | Joseon Psychiatrist Yoo Se-poong    | Médico de palacio      | tvN     | Aparición especial, ep. 1 |               |
| 2022    | Shadow Detective                    | Ma Sang-gu             | Disney+ | Serie web                 | [ 53 ]        |
| 2022    | May I Help You?                     | Michael Baek           | MBC     |                           | [ 54 ] [ 54 ] |
| 2024    | Jeong-nyeon: The Star Is Born       | Chang-ho               | tvN     | Aparición especial        | [ 55 ]        |
| 2024    | El Sr. Plancton                     | Wang Chil-seong        | Netflix | Serie web                 | [ 56 ] [ 57 ] |
| 2024-25 | El cuento de la dama Ok             | Dokki                  | JTBC    |                           | [ 58 ] [ 59 ] |
| 2025    | Sin máscaras                        | Jang Hak               | Disney+ | Serie web                 |               |
| 2025    | New Recruit                         | Comandante Cho Baek-ho | ENA     | Tercera temporada         | [ 60 ]        |
| 2025    | Salon de Holmes                     | Noh Kang-sik           | ENA     |                           | [ 61 ] [ 62 ] |

## Premios y nominaciones
| Año  | Premios                                   | Categoría                  | Papel                              | Resultado | Ref.   |
| ---- | ----------------------------------------- | -------------------------- | ---------------------------------- | --------- | ------ |
| 2011 | Mise-en-scène Short Film Festival         | Premio especial del jurado | She's Not Great: A Fable of Wisdom | Ganador   | [ 3 ]  |
| 2017 | Premios SBS Drama                         | Mejor actor de reparto     | Innocent Defendant                 | Nominado  | [ 63 ] |
| 2018 | 23.os Premios Chunsa Film Art             | Premio a la popularidad    | —                                  | Ganador   | [ 64 ] |
| 2018 | 26.os Premios Korea Culture Entertainment | Mejor actor de reparto     | —                                  | Ganador   | [ 65 ] |
| 2018 | Premios SBS Drama                         | Mejor actor de reparto     | Return                             | Nominado  | [ 66 ] |
| 2019 | Premios MBC Drama                         | Mejor actor de reparto     | Special Labor Inspector            | Ganador   |        |
| 2020 | Premios KBS Drama                         | Mejor actor de reparto     | Once Again                         | Ganador   |        |
| 2021 | Premios MBC Drama                         | Mejor actor de reparto     | The Red Sleeve                     | Nominado  | [ 67 ] |
| 2023 | Festival Scene Stealer                    | Bonsang "Main Prize"       | The Red Sleeve                     | Ganador   | [ 68 ] |